# Episodi di Polizia squadra soccorso (terza stagione)
La terza stagione della serie televisiva Polizia squadra soccorso è stata trasmessa in anteprima in Australia dalla ABC tra il 10 giugno 1993 e il 9 settembre 1993.
| nº | Titolo originale  | Titolo italiano | Prima TV Australia | Prima TV Italia |
| -- | ----------------- | --------------- | ------------------ | --------------- |
| 1  | Lifeline          |                 | 10 giugno 1993     |                 |
| 2  | Wild Goose Chase  |                 | 17 giugno 1993     |                 |
| 3  | On a Roll         |                 | 24 giugno 1993     |                 |
| 4  | Prodigal Daughter |                 | 4 luglio 1993      |                 |
| 5  | The Loaded Boy    |                 | 8 luglio 1993      |                 |
| 6  | Good Buddy        |                 | 15 luglio 1993     |                 |
| 7  | Rush Hour         |                 | 22 luglio 1993     |                 |
| 8  | Speeding          |                 | 29 luglio 1993     |                 |
| 9  | Lift Sixteen      |                 | 5 agosto 1993      |                 |
| 10 | Whirlwind         |                 | 19 agosto 1993     |                 |
| 11 | Cold Snap         |                 | 26 agosto 1993     |                 |
| 12 | Double Illusion   |                 | 2 settembre 1993   |                 |
| 13 | The Last to Know  |                 | 9 settembre 1993   |                 |